# Iekaterina Poistógova
Iekaterina Ivànovna Guliyeva (rus: Екатери́на Ива́новна Гулиева; 1 de març de 1991) és una atleta russa de migfons, especialitzada en els 800 metres. El seu major èxit va ser guanyar la medalla de bronze en aquesta distància als Jocs Olímpics de Londres de 2012. El 2015 l'Agència Mundial Antidopatge va sol·licitar la seva suspensió per a tota la vida per dopatge.

## Trajectòria

### Junior
Des de 2007 va començar a competir a nivell internacional en categoria junior, tant en 800 metres com en 1500 metres. En 2009 va guanyar el campionat junior de Rússia en ambdues distàncies amb una marca de 2:02,21 i 4:18,82 respectivament. Aquest mateix any va aconseguir una medalla de bronze en l'europeu junior en els 800 metres amb un temps de 2:04,59. A l'any següent va arribar a la final del campionat mundial, acabant en l'últim lloc amb 2:05.56 a tres segons de la medalla de bronze de la ugandesa Annet Negesa.

### Absoluta
En 2012 va començar a competir en categoria absoluta i abans dels Jocs Olímpics va aconseguir una millor marca d'1:58.15 que li va valer per guanyar el campionat absolut de Rússia.
En els Jocs Olímpics va tenir una gran actuació aconseguint la medalla de bronze en els 800 metres i millorant la seva marca personal. En les sèries va marcar el sisè millor temps amb 2:01,08. En les semifinals la seva actuació va ser més discreta i va aconseguir la passada a la fina per llocs, ja que el seu temps, 1:59,45 solament va ser el dècim. Amb la seva passada a la final es va confirmar el domini rus de la prova en situar als seus tres participants - Poistogova, Mariya Savinova i Elena Arzhakova - en la lluita per les medalles. En la final sempre va estar entre les quatre primeres però no va poder seguir l'atac des de darrere que va realitzar Savinova i que la portaria cap a l'or. Mancant 100 metres anava tercera quan li va passar Caster Semenya i soló va aconseguir la medalla de bronze avançant gairebé en la línia a Pamela Jelimo que havia encapçalat la prova fins a l'última corba. Finalment Poistogova va marcar un temps d'1:57,53, solament sis centenes per sobre de Jelimo i convertint-se en la seva millor marca personal.
En la temporada de 2013 va aconseguir la victòria als Bislett Games d'Oslo, prova puntuable en la lliga de diamant, amb una marca d'1:59,39. Encara que va aconseguir millorar aquesta marca en el mundial de Moscou no va guanyar cap medalla i solament va poder ser cinquena amb 1:58.05 a quinze centenes del bronze de Brenda Martinez. En 2014 va tornar a quedar a les portes de la medalla en la final del campionat europeu, malgrat que arribava a la prova com a millor marca europea de l'any. En aquesta ocasió va quedar a sol sis centenes de la polonesa Joanna Jóźwik amb 1:59,69 encara que lluny de les dues primeres, Maryna Arzamasova i Lynsey Sharp que van dominar la final des del principi.
Al novembre de 2015 l'Agència Mundial Antidopatge va recomanar la seva suspensió per a tota la vida en el marc de la investigació per dopatges massius d'atletes russos.

## Resultats
| Any  | Competició        | Lloc    | Posició | Distància | Temps   |
| ---- | ----------------- | ------- | ------- | --------- | ------- |
| 2012 | Jocs Olímpics     | Londres | 3º      | 800 m     | 1:57,53 |
| 2013 | Campionat Mundial | Moscou  | 5º      | 800 m     | 1:57,80 |
| 2014 | Campionat Europeu | Zúric   | 4º      | 800 m     | 1:59,69 |

## Millors marques
| Data               | Distància | Lloc                | Marca   |
| ------------------ | --------- | ------------------- | ------- |
| 29 de maig de 2014 | 400 m     | Sotxi, Rússia       | 52,96   |
| 11 d'agost de 2012 | 800 m     | Londres, Regne Unit | 1:57,53 |
| 17 de juny de 2012 | 1500 m    | Jukovski, Rússia    | 4:00,11 |